# James Patton
James Patton (* 1780 in South Carolina; † 3. Mai 1830 in Winchester, Mississippi) war ein US-amerikanischer Politiker. Zwischen 1820 und 1822 war er Vizegouverneur des Bundesstaates Mississippi.

## Werdegang
Über die Jugend und Schulausbildung von James Patton ist nichts überliefert. Zu einem unbekannten Zeitpunkt kam er nach Winchester im Mississippi-Territorium. Dort war er sehr populär und einflussreich. Er war bekannt für seine Rhetorik und seinen gewandten Schreibstil. Bedingt durch mögliche Indianerangriffe gründete er die lokale Miliz und ließ das Fort Winchester errichten. Im Jahr 1808 unterschrieb er als erster einen Bittbrief zur Gründung des Wayne County. Nach der dann erfolgten Einrichtung dieses Bezirks bekleidete er an den dortigen Gerichten verschiedene Ämter.
1819 wurde Patton an der Seite von George Poindexter zum Vizegouverneur von Mississippi gewählt. Dieses Amt bekleidete er zwischen 1820 und 1822. Dabei war er Stellvertreter des Gouverneurs und Vorsitzender des Staatssenats. Seine Parteizugehörigkeit wird in den Quellen nicht angegeben. Es ist aber wahrscheinlich, dass er wie Gouverneur Poindexter der Demokratisch-Republikanischen Partei angehörte. James Patton starb am 3. Mai 1830 in Winchester.